# تارریس‌پشتان
تارریس‌پشتان (نام علمی: Opisthothelae) نام یک کلاد از راسته عنکبوت است.